# Escuela-Modelo (Madrid)
La Escuela-Modelo fue una escuela de la ciudad española de Madrid, ubicada en la plaza del Dos de Mayo y proyectada por Emilio Rodríguez Ayuso.

## Descripción

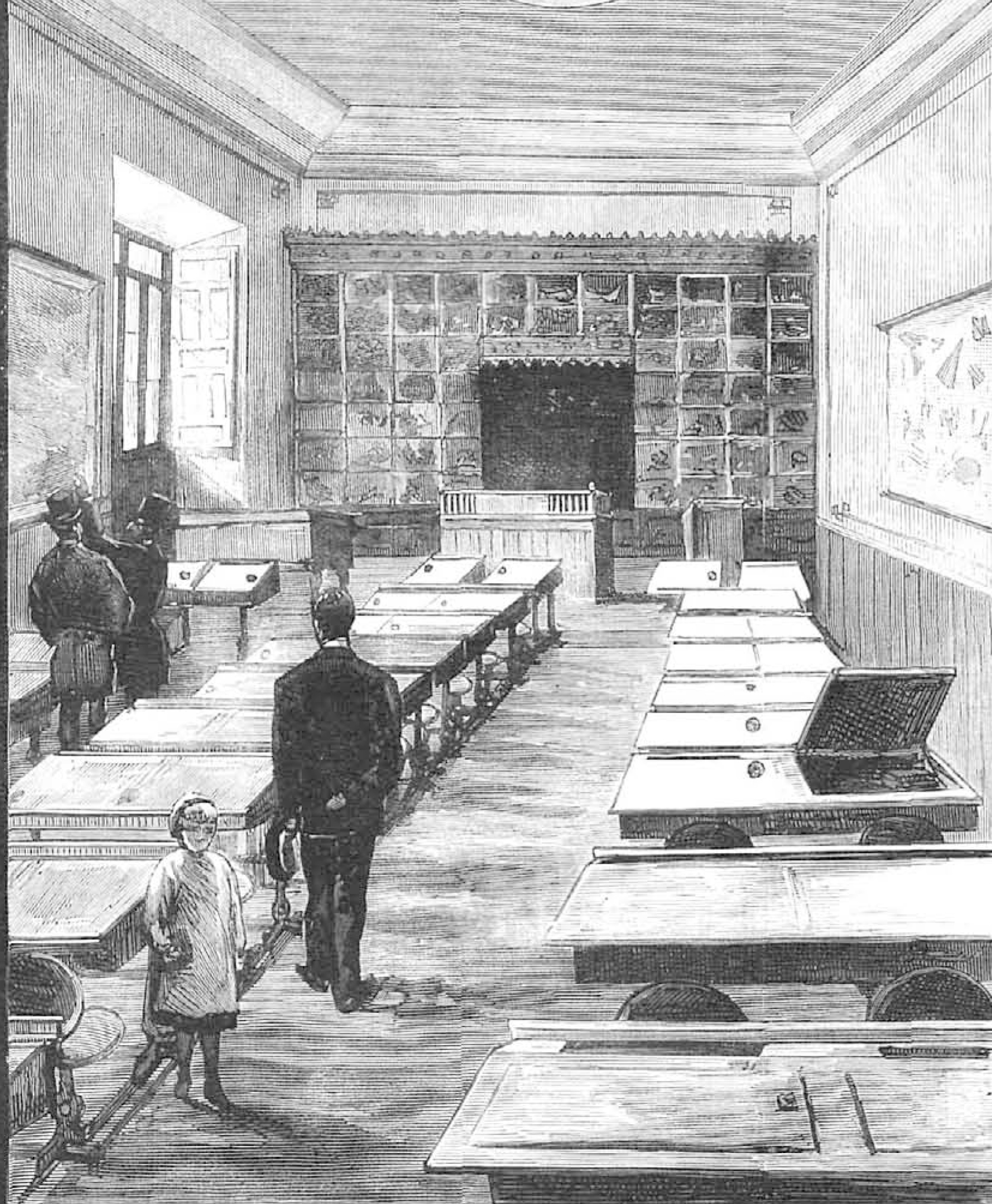
Clase de niñas en el piso principal

El Ayuntamiento popular de 1869 colocó la primera piedra de este edificio el 29 de septiembre de dicho año en la plaza del Dos de Mayo, esquina a la calle Daoiz y Velarde, sobre parte del solar que ocupaba el antiguo convento de Maravillas. La construcción estuvo al cargo de Emilio Rodríguez Ayuso, que se encargó tanto de los planos como de la dirección de la obra. Terminó inaugurándose el 15 de septiembre de 1885; los dieciséis años transcurridos desde el inicio de las obras le harían a Modesto Fernández y González afirmar, poco antes de la apertura, que los avances pedagógicos que se habían producido en ese periodo de tiempo supusieron que la escuela perdiera en cierta medida su carácter de modelo.
Fue destinado a dar en él toda la instrucción primaria, con clases para niños, niñas y párvulos de ambos sexos. La enseñanza de párvulos se hallaba situada en la planta baja y al poniente del edificio, constando esta sección, además, de la clase destinada a la instrucción oral, de los guardarropas, comedores, sala de recreo y galerías. La enseñanza de las niñas se hallaba dispuesta de un modo análogo. La puerta central del edificio daba entrada a la parte destinada a la enseñanza de los niños. Más adelante sería sede de la biblioteca municipal. En su lugar se levanta en la actualidad el colegio público Pi y Margall.